# Taula de desviaments

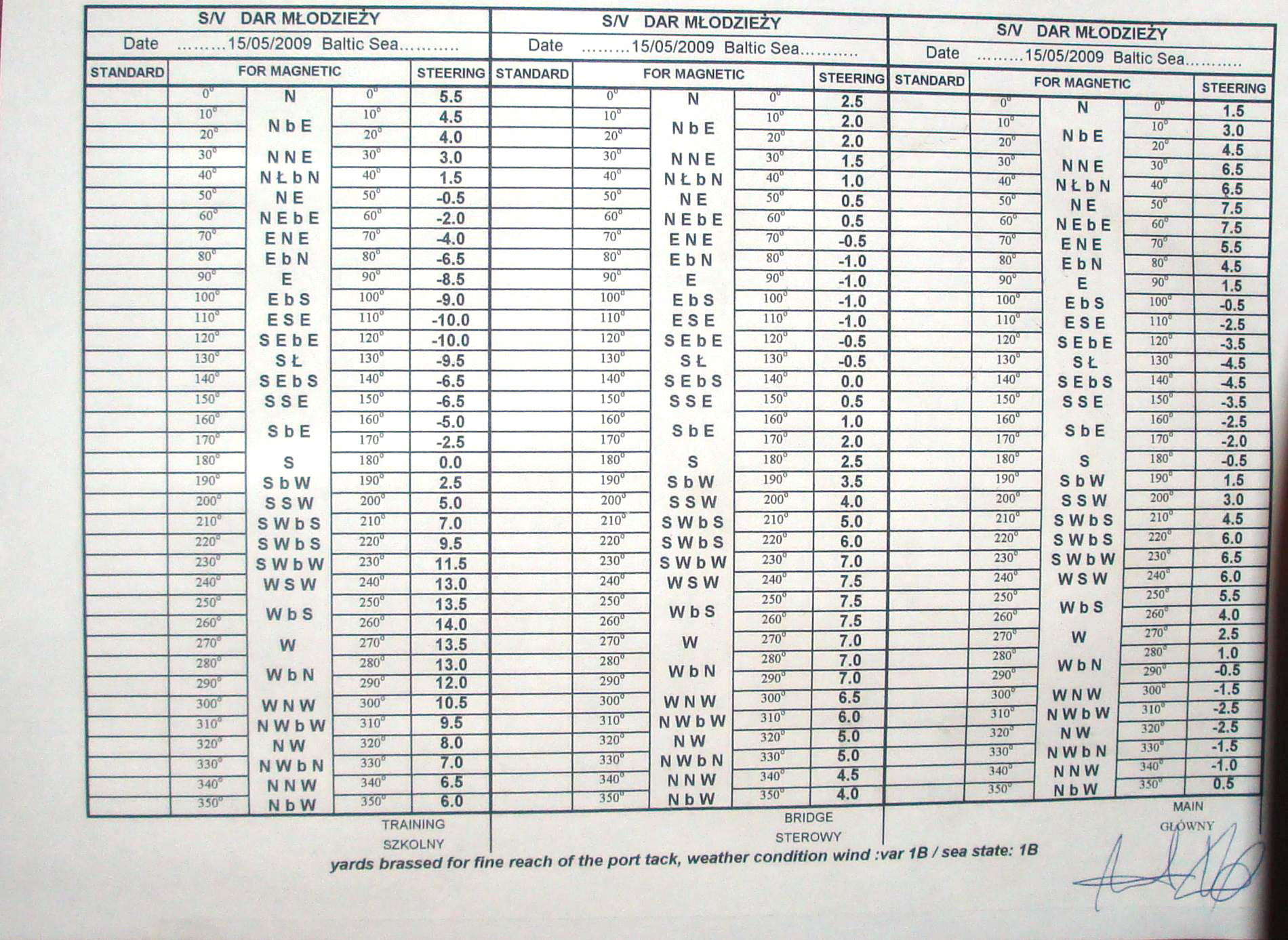
Taula de desviaments del vaixell polonès Donar Młodzieży

Una  taula de desviaments , en navegació marítima o aèria, és una taula que registra el desviament d'agulla pel que fa al nord magnètic que experimenta el compàs de bord als diferents rumbs, a causa del magnetisme propi del vaixell o aeronau. Cada vaixell té camps magnètics propis causa de la presència en ell de masses de ferro (el mateix buc i els motors, entre altres) i de circuits elèctrics.
Abans d'elaborar la taula, un tècnic haurà intentat compensar l'agulla posant imants al costat de la bitàcola. Quedaran finalment desviaments residuals, que són els que es reflecteixen a la taula. La taula indica els desviaments a cada rumb, en increments de 10 o més graus. Com més baix sigui l'increment, més precisa serà la taula. El desviament pot ser negatiu (desviament cap a l'oest) o positiu (desviament cap a l'est).

## Utilització en navegació
En navegació, per conèixer la ubicació del nord geogràfic o veritable, el navegant de sumar el desviament d'agulla (Δ) al rumb al qual està navegant, a la declinació magnètica (dm) pròpia del lloc (que figurarà en la carta, i obtenir així la correcció total (Ct):  dm+Δ = Ct . a continuació farà servir la dada de la correcció total per conèixer el seu rumb veritable o la demora veritable d'un objecte a terra.